# Ilan Pappé
Ilan Pappé (în ebraică אילן פפה; n. 7 noiembrie 1954, Haifa, Israel) este un istoric israelian-britanic și un activist socialist, stabilit din 2007 în Anglia. Pappé este profesor la Colegiul de Științe Sociale și Studii Internaționale al Universității Exeter din Regatul Unit, director al Centrului European de Studii privind Palestina al universității și co-director al Centrului Exeter pentru Studii Etno-Politice.
Pappé s-a născut în orașul Haifa din Israel. Anterior stabilirii sale în Regatul Unit, el a fost lector senior în științe politice la Universitatea din Haifa (1984–2007) și președinte al Institutului Emil Touma pentru Studii Palestiniene și Israeliene din Haifa (2000–2008). El este autorul lucrărilor Purificarea etnică a Palestinei (2006), Orientul Mijlociu modern (2005), O istorie a Palestinei moderne: o țară, două popoare (2003) și Marea Britanie și conflictul arabo-israelian (1988). Pappé a fost și membru de frunte al partidului Hadash și candidat pe lista acestui partid la alegerile legislative pentru Knesset din 1996 și 1999.
Pappé este unul din noii istorici israelieni care, odată cu declasificarea unor documente guvernamentale britanice și israeliene la începutul anilor 1980, au început să rescrie istoria înființării statului Israel în 1948, precum și expulzarea sau fuga cauzată de aceasta a circa 700.000 de palestinieni în același an. El a scris că expulzările nu au fost decise ad hoc, așa cum au argumentat alți istorici, ci au constituit o purificare etnică a Palestinei în concordanță cu Planul Dalet, conceput în 1947 de viitorii conducători ai Israelului. Pappé consideră crearea Israelului drept răspunzătoare pentru lipsa de pace în Orientul Mijlociu, argumentând că sionismul este mult mai periculos decât militantismul islamic, și a chemat la un boicot academic internațional împotriva Israelului.
Pappé sprijină soluția unui singur stat, care presupune înființarea unui stat binațional pentru israelieni și palestinieni.
Activitatea sa a fost în același timp lăudată și criticată de către alți istorici. Înainte de a părăsi Israelul în 2008, el a fost condamnat în Knesset, parlamentul israelian. În plus, un ministru al Educației a cerut ca Pappé să fie demis din post, fotografia sa a apărut într-un ziar în centrul unei ținte de tir și istoricul a primit numeroase amenințări cu moartea.

## Viața timpurie și educația
Ilan Binyamin Pappé s-a născut în Haifa, din părinți evrei de origine germană care au fugit în Palestina din calea persecuțiilor naziste ale anilor 1930. La vârsta de 18 ani, Ilan Pappé a fost încorporat în armata israeliană și și-a satisfăcut stagiul militar în platoul Golan, în timpul Războiului de Yom Kippur din 1973. El a absolvit Universitatea Ebraică din Ierusalim în 1978, iar în 1984 a obținut doctoratul în istorie la Universitatea Oxford, sub îndrumarea lui Albert Hourani și Roger Owen. Teza sa de doctorat a devenit ulterior prima sa carte, Marea Britanie și conflictul arabo-israelian, publicată în 1988.

## Cariera academică

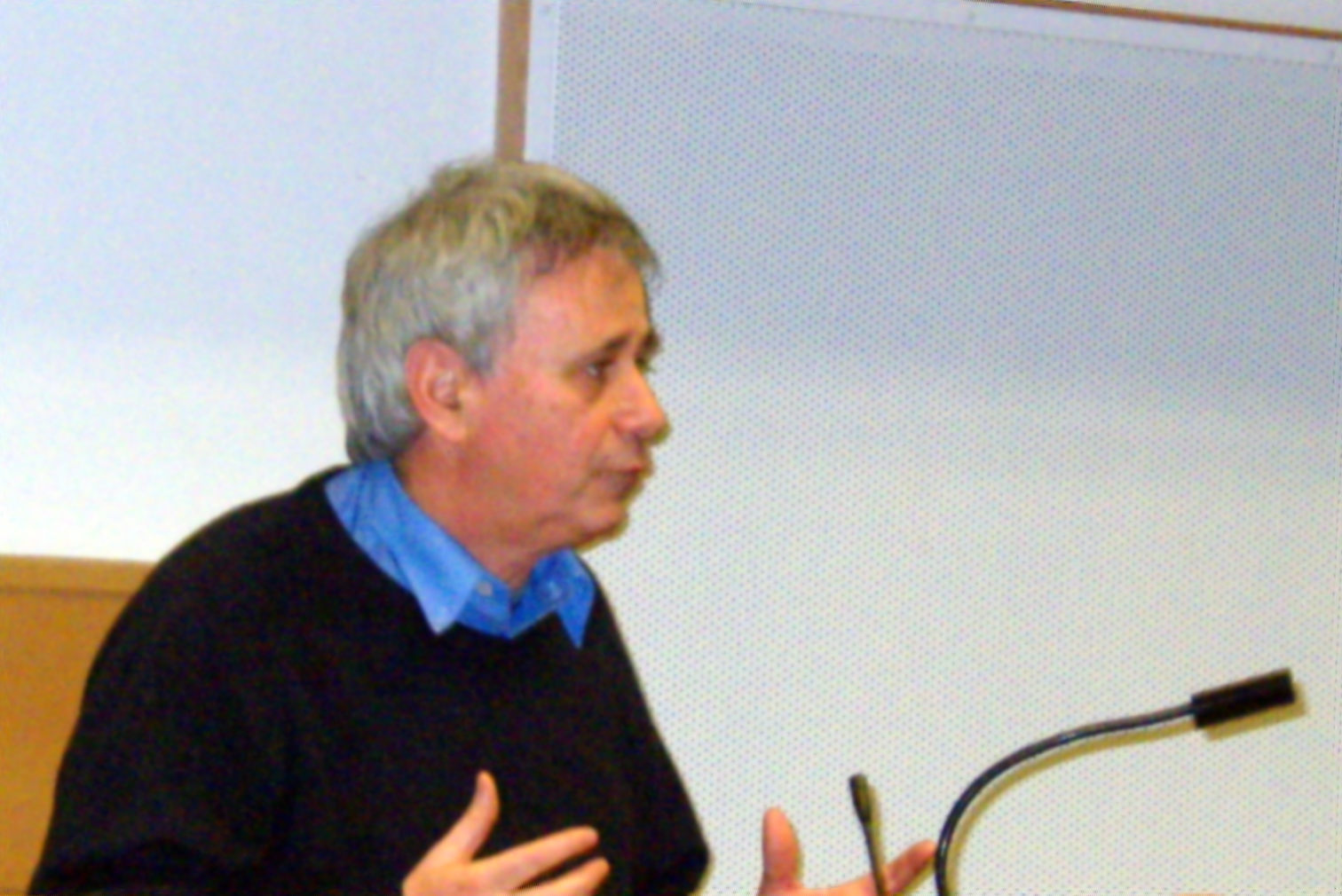
Pappé ținând o prelegere la Universitatea Metropolitană din Manchester, în 2008

Pappé a fost lector principal la Departamentul de Istorie a Orientului Mijlociu și la Departamentul de Științe Politice al Universității din Haifa, între 1984 și 2006. A fost apoi directorul academic al Institutului de Cercetări pentru Pace Givat Haviva, din 1993 și până în 2000, și președintele Institutului Emil Touma pentru Studii Palestiniene și Israeliene.
Pappé a părăsit Israelul în 2007 pentru a-și prelua postul de la Universitatea din Exeter, după ce sprijinul său pentru boicotarea universităților israeliene l-a determinat pe rectorul Universității din Haifa să îi solicite demisia. Pappé a declarat că i se pare „din ce în ce mai dificil să trăiască în Israel” cu „vederile și convingerile sale nedorite”. Într-un interviu pentru un ziar din Qatar el și-a justificat decizia, concluzionând: „am fost boicotat în propria mea universitate și au existat încercări să fiu alungat din post. Primesc zilnic telefoane de amenințare de la diverse persoane. Nu sunt văzut ca o amenințare la adresa societății israeliene, dar concetățenii mei cred că sunt ori nebun, ori că vederile mele sunt irelevante. Mulți israelieni mai cred că lucrez ca mercenar pentru arabi”.

### Controversa Katz
Pappé a sprijinit în mod public o teză de masterat la Universitatea Haifa a studentului Teddy Katz, care a fost acceptată cu înalte onoruri și care susținea, pe baza unor interviuri cu locuitori arabi și cu veterani israelieni ai operațiunii, că Israelul a comis un masacru în satul palestinian Tantura în timpul războiului din 1948. Nici un istoric palestinian sau israelian nu înregistrase anterior un astfel de incident, considerat de politicianul neoconservator Meyrav Wurmser drept un „masacru inventat”, dar, conform lui Pappé, „povestea Tanturei fusese deja spusă anterior, în 1950... A apărut în memoriile unei personalități din Haifa, Muhammad Nimr al-Khatib, care, la câteva zile după bătălie, a înregistrat mărturia unui palestinian”. În decembrie 2000, Katz a fost dat în judecată pentru calomnie de veterani ai Brigăzii Alexandroni și, după audierea mărturiilor, el și-a retractat afirmațiile despre masacru. Douăsprezece ore mai târziu, Katz și-a retras retractarea. În timpul procesului, avocatul veteranilor a subliniat ceea ce el a considerat a fi discrepanțe între interviurile înregistrate de Katz și descrierile din tema de masterat a acestuia.
Katz și-a revizuit teza și, ca urmare a procesului, universitatea a înființat un comitet care să o reexamineze. Evaluarea tezei revizuite a fost una mixtă, dar în linii mari a fost un eșec. Pappé a continuat să apere pe Katz și lucrarea sa. Tom Segev și alții au considerat că în lucrarea lui Katz există un sâmbure de adevăr. Conform noului istoric Benny Morris: „nu există nici o dovadă fără echivoc a unui masacru la scară largă în Tantura, dar crime de război au fost comise acolo”.

## Activism politic
În 1999, Pappé a participat la alegerile legislative pentru Knesset, fiind înscris pe poziția a șaptea a partidului de factură comunistă Hadash.
După ani de activism politic, Pappé susține boicotul economic și politic împotriva Israelului, inclusiv boicotul academic. El consideră că boicoturile sunt justificate, deoarece „ocupația israeliană este un proces dinamic și devine din ce în ce mai rea cu fiecare zi care trece. Lumea academică poate alege să privească fără să facă nimic sau poate deveni parte a unei mișcări istorice similare campaniei anti-apartheid împotriva supremației regimului alb din Africa de Sud. Alegând varianta din urmă, ne poate avansa pe singura cale rămasă viabilă și non-violentă de salvare a palestinienilor și israelienilor de la o catastrofă iminentă.”
„Dacă este posibil, comportamentul Israelului în 1948 va fi adus pe scena tribunalelor internaționale; acest lucru ar putea trimite un mesaj inclusiv taberei pacifiste din Israel că reconcilierea implică recunoașterea crimelor de război și atrocităților colective. Acest lucru nu poate fi făcut din interior, deoarece orice referire în presa israeliană la expulzări, masacre sau distrugere în 1948 este în general negată și atribuită urii de sine și sprijinirii inamicului în vremuri de război. Această reacție cuprinde mediul academic, mass-media și sistemul educațional, precum și cercurile politice.”
Drept rezultat, rectorul de atunci al Universității din Haifa, Aharon Ben-Zeev, a făcut apel la Pappé să demisioneze, spunând: „găsesc potrivit ca cineva care cheamă la boicotul propriei universități să participe la boicot el însuși”. El a mai adăugat că Pappé nu va fi ostracizat, deoarece aceasta ar submina libertatea academică, dar că el ar trebui să plece de bunăvoie. În același an, Pappé a inițiat conferințele israeliene anuale intitulate „Dreptul la întoarcere”, care afirmă dreptul necondiționat de întoarcere a refugiaților palestinieni care au fost expulzați în 1948.
În august 2015, Pappé a fost unul dintre semnatarii unei scrisori care critica asocierea de către ziarul The Jewish Chronicle a politicianului laburist britanic Jeremy Corbyn cu presupuși antisemiți.

## Recepție critică
Cărțile lui Ilan Pappé au fost lăudate printre alții de Avi Shlaim, Walid Khalidi, Richard Falk, Ella Shohat, Nur Masalha și John Pilger.
Printre criticii operei sale se află Benny Morris (care descrie unele din scrierile lui Pappé drept „pură invenție” și îl acuză că este ori nepregătit, ori necinstit în munca sa), Efraim Karsh, Herbert London și Steven Plaut, precum și profesorii Daniel Gutwein și Yossi Ben-Artzi de la Universitatea din Haifa. Pappé a răspuns criticilor, condamnându-l pe Morris pentru „vederile sale rasiste abominabile despre arabi în general și palestinieni în particular”.
În 2012, revista Journal of Palestine Studies (JPS) a tradus și publicat Scrisoarea din 1937 a lui Ben-Gurion, după ce grupul pro-israelian de monitorizare a mass-media CAMERA a raportat o eroare într-un articol scris de Pappé pentru JPS. CAMERA informase anterior că un citat din articol a fost atribuit în mod incorect lui Ben-Gurion. Totuși, JPS a afirmat că traducerea scrisorii confirmă că, indiferent de eroarea de citare, interpretarea oferită de Pappé în articol și în carte, având la bază scrisoarea, este solidă. CAMERA a contraatacat publicând scrisoarea originală, scrisă de mână de Ben-Gurion, și a acuzat nu doar faptul că fraza respectivă a fost incorect tradusă, dar și că articolul a interpretat incorect contextul scrisorii.

## Lucrări publicate

### Cărți
- (cu Noam Chomsky) On Palestine. Chicago: Haymarket Books. 2015. ISBN 978-1-60846-470-8.
- The Idea of Israel: A History of Power and Knowledge. New York: Verso. 2014.
- The Bureaucracy of Evil: The History of the Israeli Occupation. Oxford: Oneworld Publications. 2012.
- "The Boycott Will Work: An Israeli Perspective" in Audrea Lim (ed.) The Case for Sanctions Against Israel. Londra & Brooklyn, NY: Verso. 2012.
- The Forgotten Palestinians: A History of the Palestinians in Israel. New Haven, CT: Yale University Press. 2011.
- (cu Noam Chomsky) Gaza in Crisis: Reflections on Israel's War Against the Palestinians (Hamish Hamilton, 2010). ISBN: 978-0-241-14506-7
- Out of the Frame: The Struggle for Academic Freedom in Israel. Londra: Pluto Press. 2010.
- The Rise and Fall of a Palestinian Dynasty: The Husaynis, 1700–1948. Londra: Saqi Books. 2010.
- The Ethnic Cleansing of Palestine (Londra și New York: Oneworld, 2006). ISBN: 1-85168-467-0
- The Modern Middle East (Londra și New York: Routledge, 2005). ISBN: 0-415-21409-2
- A History of Modern Palestine: One Land, Two Peoples (Cambridge University Press, 2004), ISBN: 0-521-55632-5
- (cu Jamil Hilal). Parlare Con il Nemico, Narrazioni palestinesi e israeliane a confronto (Milano: Bollati Boringhieri, 2004).
- The Aristocracy: The Husaynis; A Political Biography (Ierusalim: Mossad Byalik, (Hebrew), 2003).
- The Israel-Palestine Question (Londra și New York: Routledge, 1999; 2006). ISBN: 0-415-16948-8
- (cu M. Maoz). History From Within: Politics and Ideas in Middle East (Londra și New York: Tauris, 1997). ISBN: 1-86064-012-5
- (cu J. Nevo). Jordan in the Middle East: The Making of a Pivotal State (Londra: Frank Cass, 1994). ISBN: 0-7146-3454-9
- The Making of the Arab-Israeli Conflict, 1947–1951 (Londra și New York: I.B. Tauris, 1992; 1994). ISBN: 1-85043-819-6
- Britain and the Arab-Israeli Conflict, 1948–1951 (Londra: St. Antony's College Series, Macmillan Press; New York: St. Martin's Press, 1988). ISBN: 0-312-01573-9

### Articole
- „What drives Israel?, eseul săptămânii, Herald Scotland (6 iunie 2010). [accesat pe 26 decembrie 2018].
- „Towards a Geography of Peace: Whither Gaza?”, The Electronic Intifada (18 iunie 2007).
- „Calling a Spade a Spade: The 1948 Ethnic Cleansing of Palestine” Arhivat în 5 iunie 2016, la Wayback Machine., articol în revista al-Majdal (primăvara 2006). [accesat pe 26 decembrie 2018].
- „Back the boycott”, The Guardian, (24 mai 2005).
- „Haj Amin and the Buraq Revolt”, Jerusalem Quarterly, Ediția a 18-a (iunie 2003). [accesat pe 26 decembrie 2018].
- „The '48 Nakba & The Zionist Quest for its Completion” Arhivat în 8 februarie 2019, la Wayback Machine., Between The Lines (octombrie 2002). [accesat pe 26 decembrie 2018].
- „The Husayni Family Faces New Challenges: Tanzimat, Young Turks, the Europeans and Zionism 1840–1922, Part II”, Jerusalem Quarterly, Ediția 11–12 (iarna-primăvara 2001). [accesat pe 26 decembrie 2018].
- Ilan Pappé, „The Tantura Case in Israel: The Katz Research and Trial”, Journal of Palestine Studies, vol. 30, nr. 3 (primăvara 2001), pp. 19–39. [accesat pe 26 decembrie 2018].
- Ila Pappé, „The Rise and Fall of the Husainis (Part 1)”, Jerusalem Quarterly, Ediția a 10-a (toamna 2000).
- Ilan Pappé, „Review Essay, Israeli Television's Fiftieth Anniversary „Tekumma” Series: A Post-Zionist View?”, Journal of Palestine Studies, vol. 27, nr. 4 (vara 1998), pp. 99–105, Institute for Palestinian Studies.
- Ilan Pappé, „Destruction of al-Aqsa is no conspiracy theory”, The Electronic Intifada, 10 noiembrie 2015.